# Monthly Comic Alive
Monthly Comic Alive (月刊コミックアライブ, Gekkan Komikku Araibu) est un magazine de prépublication de mangas mensuel de type seinen publié par Media Factory lancé en juin 2006.